# Meretrix aurora
Meretrix aurora is een tweekleppigensoort uit de familie van de Veneridae. De wetenschappelijke naam van de soort is voor het eerst geldig gepubliceerd in 1917 door Hornell.